# Perereca-araponga
A perereca-araponga (Boana albomarginata) é uma espécie de anfíbio da família Hylidae. Endêmica do Brasil, onde pode ser encontrada na área de Mata Atlântica nos estados de Pernambuco, Alagoas, Sergipe, Bahia, Espírito Santo, Minas Gerais, Rio de Janeiro, São Paulo, Paraná e Santa Catarina. No ano de 2009 foi utilizada em pesquisas para fins de análise de preservação e diversidade genética.